# Troglohyphantes pretneri
Troglohyphantes pretneri Deeleman-Reinhold, 1978 è un ragno appartenente alla famiglia Linyphiidae.

## Etimologia
Il nome proprio della specie è in onore dell'avvocato E. Pretner, scopritore dell'esemplare in un'escursione del luglio 1973.

## Descrizione
L'unico esemplare rinvenuto è un maschio di lunghezza totale di 2,87 mm; il cefalotorace è lungo 1,20 mm e largo 1,20 mm.

## Distribuzione
La specie è stata rinvenuta nel Montenegro meridionale: nei pressi del monte spela Korucs, (1650 metri), appartenente al gruppo montuoso Prokletije, il più elevato delle Alpi Dinariche

## Tassonomia
Al 2013 non sono note sottospecie e non sono stati esaminati nuovi esemplari dal 1978.